# Falkenberg (đô thị)
Đô thị Falkenberg (Falkenbergs kommun) là một đô thị ở hạt Halland ở bờ biển tây Thụy Điển. Thị xã Falkenberg là thủ phủ của đô thị này.
Đô thị đã được lập năm 1971 khi thành phố Falkenberg được sáp nhật với 6 đô thị nông nghiệp (các đơn vị này được lập trong cuộc cải cách của chính phủ vào năm 1952). 
Ngày nay, Falkenberg có vị trí mạnh trong ngành thực phẩm và thức uống với một số công ty như Arla Foods, Carlsberg và SIA Glass có nhà máy ở đây.

## Các đơn vị dân cư trực thuộc
Có 17 khu vực đô thị (cũng gọi là Tätort hay đơn vị địa phương) in Falkenberg Municipality.
Bảng dưới đây liệt kê các đơn vị trực thuộc của đô thị này theo quy mô dân số thời điểm 31 tháng 12 năm 2005. Thủ phủ được bôi đậm.
| #  | Địa phương      | Dân số |
| -- | --------------- | ------ |
| 1  | Falkenberg      | 18,972 |
| 2  | Skogstorp       | 2,180  |
| 3  | Slöinge         | 974    |
| 4  | Ullared         | 820    |
| 5  | Skrea           | 789    |
| 6  | Vessigebro      | 774    |
| 7  | Glommen         | 687    |
| 8  | Vinberg         | 598    |
| 9  | Långås          | 516    |
| 10 | Älvsered        | 475    |
| 11 | Heberg          | 463    |
| 12 | Ätran           | 400    |
| 13 | Ringsegård      | 383    |
| 14 | Bergagård       | 265    |
| 15 | Årstad          | 258    |
| 16 | Morup           | 248    |
| 17 | Vinbergs kyrkby | 216    |

## Người dân nổi bật
- Pär Zetterberg, cầu thủ bóng đá
- Niclas Alexandersson, cầu thủ bóng đá
- Magnus Svensson, cầu thủ bóng đá
- Stellan Bengtsson, cầu thủ tennis
- Per-Gunnar Andersson, tuyển thủ đua xe